# نان‌های شیرین
نان‌های شیرین (انگلیسی: Sweet Buns؛‏ کره‌ای: 단팥빵) مجموعه تلویزیونی محصول کره جنوبی در سال ۲۰۰۴ با بازی چوی کانگ هی، پارک گوانگ هیون، جونگ چان و جونگ سو یونگ است. این مجموعه از ۴ ژوئیه ۲۰۰۴ تا ۱۶ ژانویه ۲۰۰۵، شنبه‌ها ساعت ۲۰:۵۵ (کی‌اس‌تی) از ام‌بی‌سی پخش شد.

## بازیگر
- چوی کانگ هی در نقش هان گا ران
  - شیم اون کیونگ در نقش جوانی گا ران
- پارک گوانگ هیون در نقش آن نام جون
  - کانگ سونگ هیون در نقش جوانی نام جون
- جونگ چان در نقش یو کوان ها
- جونگ سو یونگ در نقش هونگ هه جان
- ریو هیون کیونگ در نقش کیم سون هی